# Nicola-Rabea Langrzik
Nicola-Rabea Langrzik (* 29. September 1997 in Chemnitz) ist eine deutsche Schauspielerin.
Langrzik wuchs in Chemnitz auf. 2014 schloss sie die Realschule ab und begann eine Ausbildung zur Sozialassistentin. Von 2018 bis 2022 studierte sie an der Hochschule für Schauspielkunst Ernst Busch.

## Filmographie (Auswahl)
- 2022: Jenseits der Spree: Adrenalin
- 2022: Blutige Anfänger
- 2023: Rosamunde Pilcher: Schlagzeile Liebe
- 2023, 2024: Kreuzfahrt ins Glück (2 Episoden)
- 2023: SOKO Leipzig: Boys Club
- 2024: In aller Freundschaft – Die jungen Ärzte: Selbstliebe